# Skanderbeg & the Janissaries
Skanderbeg & the Janissaries ("Skanderbeg och janitsjarerna'"), är en historisk roman om Skanderbeg och janitsjarerna. Boken är skriven av författaren Lou Giaffo och utgiven för första gången 2003. Boken är på 380 sidor.
Huvudfiguren är Skanderbeg och mycket av boken handlar om honom.